# Kościół św. Jerzego we Frankfurcie nad Odrą
Kościół Świętego Jerzego we Frankfurcie nad Odrą (niem. St. Georg Kirche) – kościół ewangelicki we Frankfurcie nad Odrą, w dzielnicy Hansaviertel przy Bergstraße 163.